# Steinzeit
| Übersicht Urgeschichte | Übersicht Urgeschichte | Übersicht Urgeschichte | Übersicht Urgeschichte |
| ---------------------- | ---------------------- | ---------------------- | ---------------------- |
| Holozän                | (➚ Frühgeschichte)     | (➚ Frühgeschichte)     | (➚ Frühgeschichte)     |
| Holozän                | Eisenzeit              |                        |                        |
| Holozän                | späte Bronzezeit       |                        |                        |
| Holozän                | mittlere Bronzezeit    |                        |                        |
| Holozän                | frühe Bronzezeit       |                        |                        |
| Holozän                | Bronzezeit             |                        |                        |
| Holozän                | Kupfersteinzeit        |                        |                        |
| Holozän                | Jungsteinzeit          |                        |                        |
| Holozän                | Mittelsteinzeit        |                        |                        |
| Pleistozän             | Jungpaläolithikum      |                        |                        |
| Pleistozän             | Mittelpaläolithikum    |                        |                        |
| Pleistozän             | Altpaläolithikum       |                        |                        |
| Pleistozän             | Altsteinzeit           |                        |                        |
| Pleistozän             | Steinzeit              |                        |                        |

Die Steinzeit ist die früheste Epoche der Menschheitsgeschichte. Sie ist durch erhalten gebliebenes Steingerät gekennzeichnet und begann – nach heutigem Forschungsstand – mit den ältesten als gesichert geltenden Werkzeugen der Oldowan-Kultur vor 2,6 Millionen Jahren. Als Produzenten von Steingeräten gelten die frühen, nur fossil überlieferten Menschen-Arten Homo rudolfensis und Homo habilis sowie alle späteren wie zum Beispiel Homo ergaster / Homo erectus, die Neandertaler und auch der anatomisch moderne Mensch (Homo sapiens).
Die Bezeichnung Steinzeit wurde 1836 von Christian Jürgensen Thomsen mit dem Dreiperiodensystem eingeführt, als er die Urgeschichte Dänemarks nach vorrangig genutzten Werkstoffen für Werkzeuge, Waffen und Schmuck in Steinzeit, Bronzezeit und Eisenzeit gliederte. Die Steinzeit Europas wird heute zusätzlich unterteilt in Altsteinzeit, Mittelsteinzeit und Jungsteinzeit. Für Afrika südlich der Sahara gibt es eine eigene Gliederung der Epoche, bestehend aus Early Stone Age, Middle Stone Age und Later Stone Age, die von den für Europa gültigen Zeitabschnitten abweicht.
Ans Ende der Steinzeit wird, zeitlich regional sehr unterschiedlich, aber stets beginnend mit dem Aufkommen des Werkstoffs Kupfer, die Kupfersteinzeit gestellt. Erst mit der frühen Bronzezeit wird die Steinzeit in einigen Regionen der Welt abgelöst, in Mitteleuropa etwa um 2200 v. Chr.

## Altsteinzeit oder Paläolithikum
Die Altsteinzeit umfasst – wie das Early Stone Age in Afrika – den größten Teil der Menschheitsgeschichte, beide beginnend mit afrikanischen Funden vor etwa 2,6 Millionen Jahren. Die vermutlich erste Auswanderungswelle aus Afrika ist durch Werkzeug- und Fossilienfunde vom altpleistozänen Fundplatz Dmanissi in Georgien belegt, für den ein Alter von 1,8 Millionen Jahren berechnet wurde. In Europa sind die frühesten Nachweise von Homininen vermutlich ca. 1,1 Millionen Jahre alt (Sierra de Atapuerca, Spanien), in Mitteleuropa sind sie, belegt durch den Unterkiefer von Mauer, maximal 600.000 Jahre alt. Die Altsteinzeit endete mit dem Übergang vom Pleistozän zum Holozän vor etwa 12.000 Jahren.

### Altpaläolithikum

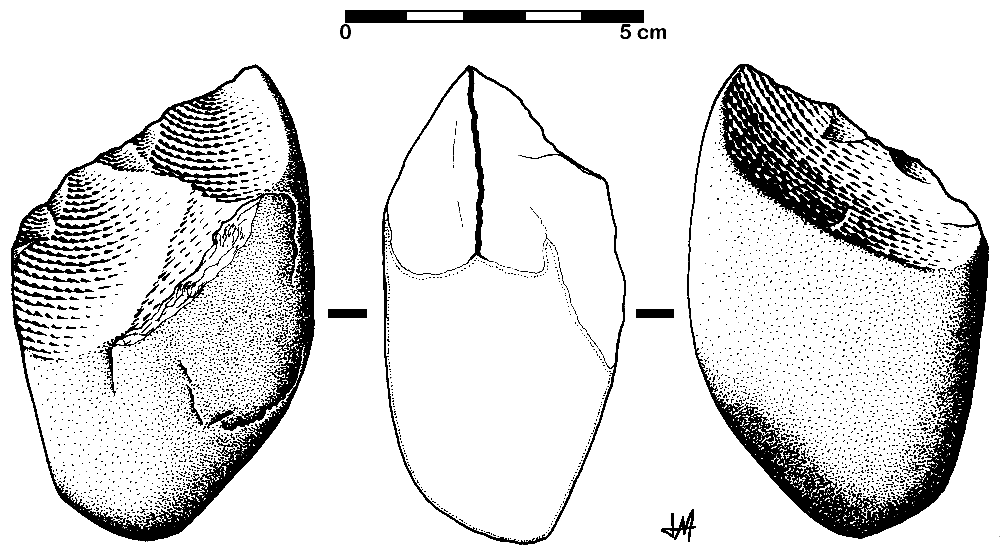
Chopping Tool (Hackwerkzeug)

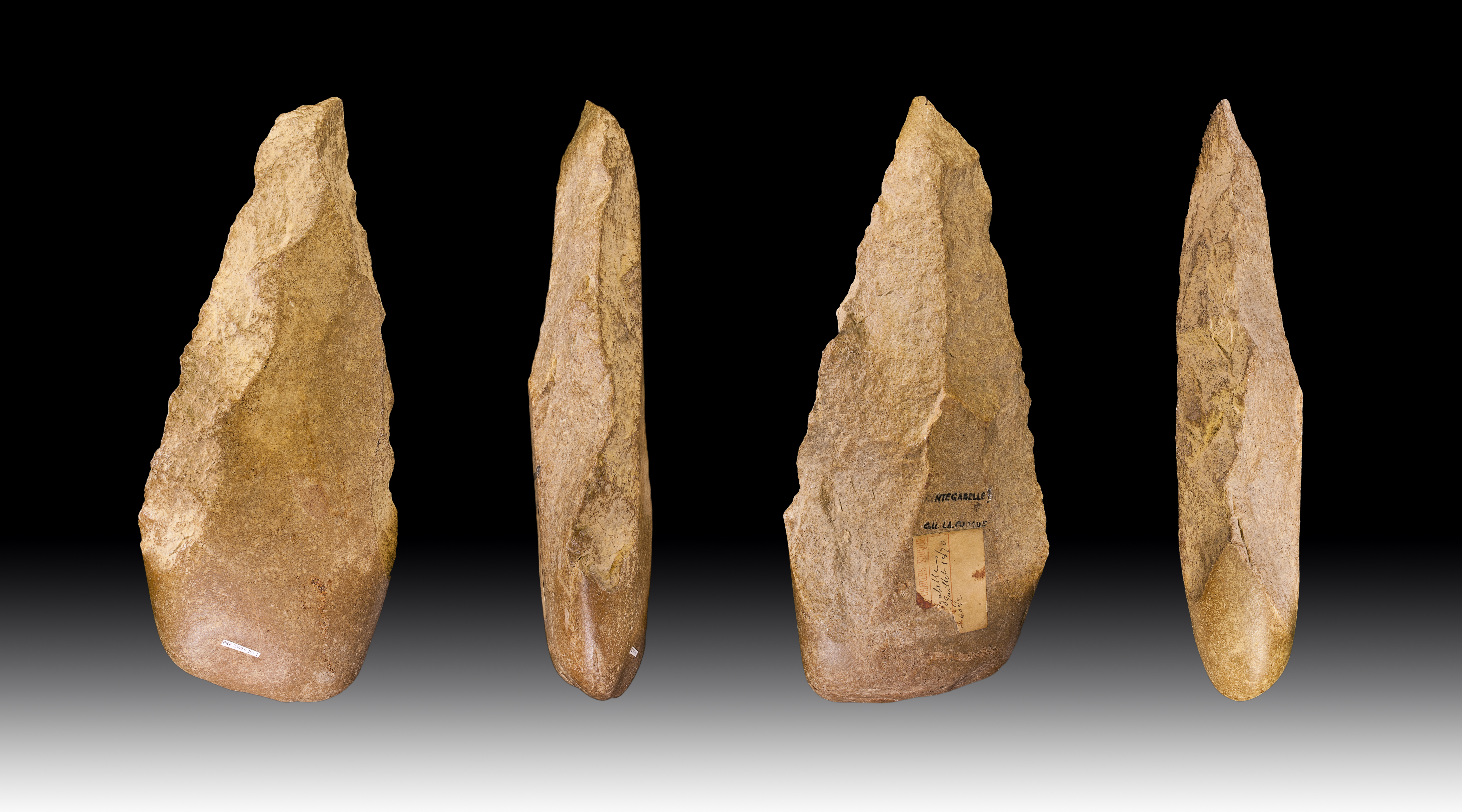
Faustkeil aus Hornstein, 26,8 × 12 × 5,5 cm, Acheuléen (ca. 500.000-300.000 Jahre), Naturhistorisches Museum Toulouse

Per definitionem beginnt die Steinzeit mit dem erstmaligen Gebrauch von Werkzeugen aus dem Material Stein durch frühe Vorfahren des anatomisch modernen Menschen (Homo sapiens). Werkzeuge können so definiert werden, dass das Grundmaterial in irgendeiner Form zum Zwecke des Gebrauches verändert wurde. Demnach sind Geröllgeräte des Oldowan, die durch einige wenige Abschläge scharfe Kanten erhielten, die ersten belegten Werkzeuge der Menschheit. Ob diese Veränderungen anfangs bewusst herbeigeführt wurden oder aber durch Zufall entstanden, wird sich wohl nie eindeutig klären lassen. Mindestens aber erkannten ihre Hersteller deren Nutzen und tradierten wohl auch bald die Werkzeuge und deren Herstellungsmethoden. Die ältesten als gesichert geltenden Funde des Altpaläolithikums stammen vom Fundplatz Gona in Äthiopien und sind 2,6 Millionen Jahre alt. Ob auf ein Alter von 3,4 Millionen Jahre datierte Einkerbungen auf Knochen vom äthiopischen Fundplatz Dikika zu Recht als Schnittspuren von Werkzeugen interpretiert wurden, ist umstritten. Als gesichert gilt, dass Homo habilis bereits Steingerät herstellte, für Homo rudolfensis gilt dies als wahrscheinlich, und möglicherweise stammen einige der frühesten Funde auch von Paranthropus robustus, einer Art aus dem Formenkreis der Australopithecina.
Für viele Jahrtausende änderte sich am Inventar wenig. Vor etwa 600.000 Jahren entwickelte sich dann die Werkzeugkultur weiter, das Acheuléen mit seinen Faustkeil-Industrien begann, wiederum zuerst in Afrika. Auch in diesem Zeitalter änderte sich sehr lange nichts, das Acheuléen lässt sich bis vor etwa 100.000 Jahren finden und ist in Europa mit den Neandertalern verbunden.
Erstmals wurde im Altpaläolithikum das Feuer genutzt – eine wichtige Voraussetzung, um auch kältere Regionen zu besiedeln und Nahrung für die Verdauung des Menschen bekömmlicher zu machen. Die ältesten gesicherten Feuerstellen, die zweifelsfrei durch Menschen angelegt wurden, stammen aus der Wonderwerk-Höhle in Südafrika und sind etwa 1,7 Millionen Jahre alt. Als Indiz dienen verbrannte Knochensplitter und Pflanzenreste im tiefen Inneren der Höhle.

### Mittelpaläolithikum
Die Faustkeile des Acheuléen veränderten sich vor etwa 130.000–120.000 Jahren, wurden asymmetrisch (sogenannte Faustkeilmesser). Man spricht nun vom Mittelpaläolithikum und seiner ersten Stufe, dem Micoquien, gleichzeitig entwickelte sich eine ganz neue Form der Werkzeugbearbeitung: Abschläge vom Kernstein wurden erzeugt, die kleiner und leichter waren und flexibler gehandhabt werden konnten (Moustérien mit Levalloistechnik). Im Allgemeinen wird das Mittelpaläolithikum mit dem Neandertaler assoziiert, allerdings fanden sich seit etwa 90.000 Jahren im Nahen Osten auch anatomisch moderne Menschen. Die Menschen waren weiterhin Jäger und Sammler, besonders Großwild wurde gejagt, zusammengesetzte Waffen (Holz und Stein, verbunden durch einen Klebstoff aus Birkenpech) und Feuer waren bekannt. Erste Kunstwerke (Venus von Berekhat Ram) entstanden, die Menschen begruben ihre Toten (Shanidar, Teschik-Tasch) und gaben ihnen wahrscheinlich auch schon Grabbeigaben mit in die Gräber, was eine Vorstellung über ein Leben nach dem Tode impliziert. Holz-, Knochen- und Geweihgeräte wurden wahrscheinlich intensiv genutzt, wovon sich aber fast nichts erhalten hat.

### Jungpaläolithikum
Der Beginn des Jungpaläolithikums fällt zusammen mit den frühesten Belegen für die Anwesenheit des anatomisch modernen Menschen (Homo sapiens) in Europa und wird daher heute annähernd 45.000 Jahre vor unserer Zeit angesetzt. Erstmals kann man regionale Unterschiede in der Entwicklung feststellen – die es eventuell auch vorher bereits gab, mangels Fundinventars aber nicht nachweisbar sind. Lange, schmale Klingen und Messer tauchen im Aurignacien in Mittel-, West- und Südeuropa auf, deren Träger nunmehr der moderne Mensch ist. Frühe Höhlenmalerei aus dem jüngeren Aurignacien ist in Frankreich belegt. Das älteste Beispiel einer aufwendigen Bestattung wurde in Sungir (Russland) mit den ca. 30.000 Jahre alten Gebeinen eines Mannes und zweier Kinder entdeckt. Auch Geräte aus organischer Substanz sind nunmehr weit häufiger überliefert.

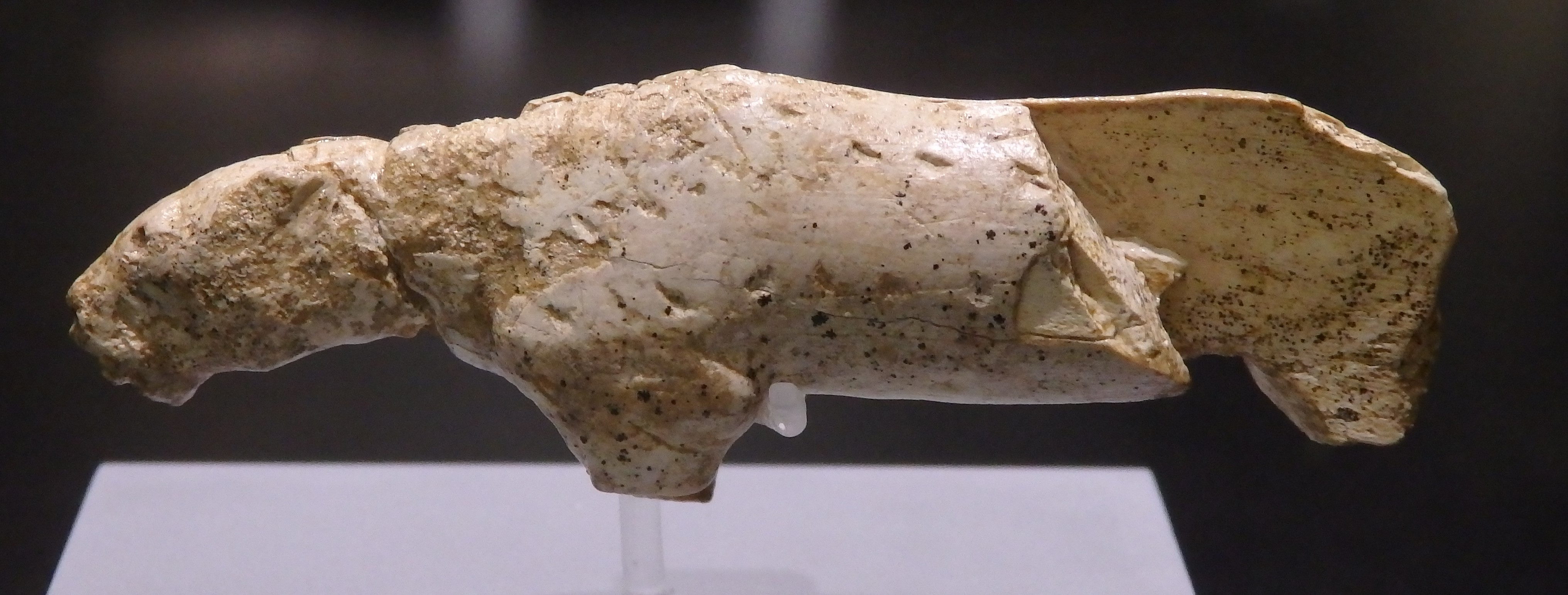
Löwe/Leopard aus Mammutelfenbein, 40.000 bis 30.000 Jahre alt, Vogelherd-Höhle, Baden-Württemberg

In Frankreich und Nordspanien findet man gleichzeitig das Châtelperronien (bis vor etwa 34.000 Jahren), dessen Inventar neben den jungpaläolithischen Elementen wie beim Aurignacien (bis vor etwa 28.000 Jahren) auch noch eine deutliche Tradition der Levalloistechnik aus dem Mittelpaläolithikum aufweist. Manche Forscher sehen im Unterschied dieser beiden Kulturen auch den Unterschied zwischen Neandertaler und Homo sapiens in dessen früher Form als Cro-Magnon-Mensch. In Ost- und Mitteleuropa kann man gleichzeitig die Kulturen des Bohunicien und des Szeletien unterscheiden. Ab etwa 28.000 bis vor 21.000 Jahren findet sich das Gravettien, Fruchtbarkeitssymbole oder möglicherweise auch Darstellungen von Göttinnen wie die Venus von Willendorf deuten auf religiöse Vorstellungen hin.
Im Gebiet des heutigen Frankreich, Spanien und Portugal dagegen verbreitet sich das Solutréen von etwa 22.000 bis 16.500 Jahren vor unserer Zeit, das sich durch Lamellen und flächenretuschierte Blatt- und Kerbspitzen auszeichnet. Felszeichnungen, gravierte Knochen und Figuren finden sich ebenso. Im Magdalénien, dem letzten Abschnitt der jüngeren Altsteinzeit, geht die letzte Eiszeit langsam zu Ende. Typisch sind Klingenvarianten mit ersten Anzeichen der im Mesolithikum weit verbreiteten Mikrolithisierung. Die bekanntesten Höhlenmalereien (Höhle von Lascaux) stammen aus dem Magdalénien, ebenso eine zunehmende Zahl an kleinen, beweglichen Kunstwerken. Überreste von Zeltbauten fanden sich ebenso wie Lampen mit Docht, verbesserte Jagdwaffen und Schmuck, der bereits weit gehandelt wurde. Der am besten erhaltene Fund in Deutschland aus dieser Zeit sind die 14.000 Jahre alten Skelette und Kulturbeigaben aus dem Doppelgrab von Oberkassel.

## Mittelsteinzeit oder Mesolithikum
Mit dem Ende der letzten Kaltzeit vor ca. 11.700 Jahren und der beginnenden Wiederbewaldung zu Beginn des Holozäns beginnt in Mitteleuropa die Mittelsteinzeit. Mit dem Aussterben der kaltzeitlichen Großwildfauna wurden neue Jagdtechniken erforderlich, um die in den Wäldern lebenden und sich mit ihnen ausbreitenden Tiere zu erjagen. Dies drückt sich nicht zuletzt im Aufkommen kleiner Pfeilspitzen, sogenannter Mikrolithen, aus. Eine frühe nordeuropäische Kultur war die Maglemose-Kultur, eine andere bekannte Kultur war in der Spätphase z. B. die Ertebölle-Kultur. Das mitteleuropäische Mesolithikum endete mit dem Beginn der Linienbandkeramik, die sich ab 6000 v. Chr. in Pannonien und in den folgenden 2000 Jahren bis in den Norden Europas ausbreitete.
Vergleichbare Übergangsperioden beginnen in verschiedenen Weltgegenden zu sehr unterschiedlichen Zeiten. So findet man in der Levante nur eine sehr kurze Übergangszeit bis etwa 9500 v. Chr., die hier auch nicht Mesolithikum, sondern Epipaläolithikum genannt wird.

## Jungsteinzeit oder Neolithikum

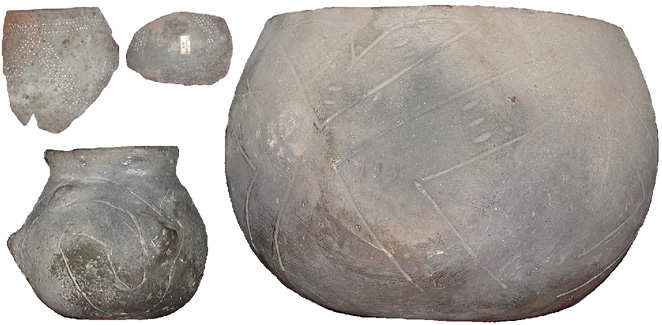
Bandkeramische Gefäße aus Mitteldeutschland im Bestand der ur- und frühgeschichtlichen Sammlung der Universität Jena, die Friedrich Klopfleisch 1882 zur Definition der bandkeramischen Kultur benutzte

Der Beginn der Jungsteinzeit wird heute über den Übergang von der aneignenden zur produzierenden Wirtschaftsweise (neolithische Revolution) definiert, also dem Beginn von Viehhaltung und Ackerbau. Dieser Übergang begann in den Weltregionen zu sehr unterschiedlichen Zeiten. In der Levante z. B. begann die Jungsteinzeit mit dem Präkeramischen Neolithikum etwa 9500 v. Chr., breitete sich nach Anatolien und in den Balkan aus, bis es Mitteleuropa um 5600 v. Chr. erreichte. Manche Bewohner entlegener Regionen befinden sich noch heute im Hinblick auf ihre technische Entwicklung auf dem Niveau der Jungsteinzeit.
Einheitlich zu definierende regionale und zeitliche Kulturräume lassen sich nunmehr weit häufiger aus den archäologischen Funden bestimmen, als das in den vorhergehenden Epochen der Fall ist.
In Mitteleuropa beginnt das Neolithikum mit der Bandkeramik zwischen etwa 5600 und 4900 v. Chr. Auf deutschem Boden folgt die Rössener Kultur, weiter östlich die Stichbandkeramik. In Südosteuropa und im danubischen Raum bilden sich aus den frühneolithischen neue eigenständige Kulturen (z. B. die Lengyel-Kultur und die Badener Kultur bis hin zu den endneolithischen Kulturen von Vinča im serbisch-rumänischen Raum und Tisza in Ungarn).
Erste Versuche mit der Metallbearbeitung erfolgten im 8. Jahrtausend v. Chr., anfangs beschränkt auf gediegene Edelmetalle wie Gold, Silber und Kupfer und auf die Ausarbeitung von Schmuck. Für Werkzeuge oder Waffen waren diese weichen Metalle ohne Legierungen nicht geeignet.
Bekannte Funde von gut erhaltenen jungsteinzeitlichen Menschen sind u. a. der Kennewick-Mann und Ötzi.

## Übergang zum Metallzeitalter
Am Ende der Steinzeit begann der Übergang zur Verwendung eines grundlegend anderen Materials, des Metalls. Neue, bessere Eigenschaften ermöglichten bisher unbekannte Nutzungsmöglichkeiten, erforderten aber auch eine weitaus komplexere Handhabung und Technologie sowie einen funktionierenden Fernhandel, um an das begehrte Material zu kommen, das nicht überall vorhanden war. Diese Übergangsphase wird Kupferzeit, auch Chalcolithikum oder Äneolithikum genannt. Sie endet mit dem Beginn der Bronzezeit.
Viele Werkzeuge und Waffen wurden noch mit den bewährten Materialien hergestellt, zum Teil auch mit dem neuen Material, dennoch in der bewährten Formensprache, aber relativ schnell tauchten erste neue Formen auf. Grundlegende Metallbearbeitungstechniken wie der Metallguss wurden entwickelt. Durch den Guss war erstmals eine Serienfertigung gleichartig aussehender Werkzeuge möglich.
Auch wurden erste Techniken der Prospektion und Gewinnung von Kupfererzen in offenen Gruben (Bergbau) entwickelt. Durch die Entwicklung der Verhüttung von Kupfer konnte der schnell entstehende Engpass an gediegenem Kupfer entschärft werden. Diese Technik wurde später auch zur Gewinnung von Zinn, Zink und Blei genutzt und legte die technologische Basis für die spätere Bronzezeit. Eine erste nachweisbare Hierarchisierung fand statt, Oberschichten begannen sich zu bilden, die den Abbau und die Verhüttung des Metalls kontrollierten und die nach ihrem Tod mit vielen wertvollen Grabbeigaben bestattet wurden.
Siedlungen in Mitteleuropa wurden tendenziell kleiner, dafür aber stärker befestigt. Sie lagen vor allem auf Anhöhen. Insbesondere im Mittelmeer-Raum führte die Entwicklung der Kupfertechnologie zu einem verstärkten Fernhandel. Ötzi hatte neben ansonsten jungsteinzeitlichem Gepäck auch bereits ein Kupferbeil bei sich.

## Zeitliche Abgrenzungen
Die zeitliche Abgrenzung der einzelnen Epochen und Stufen der Steinzeit gestaltet sich schwierig. Das liegt vor allem an der Fundsituation, die abhängig ist von den geologischen Verhältnissen, der späteren Nutzung oder Überbauung des Geländes und anderem mehr. Die Stufengrenzen und Übergänge unterscheiden sich auch in verschiedenen Regionen. Manche Unterteilung tritt nur in bestimmten Gebieten auf. Eine Parallelisierung mit bestimmten Menschenarten ist oft nicht möglich. Trotz all dieser Schwierigkeiten hier der Versuch einer Zeittafel und einer detaillierten Übersicht:
| Erdgeschichte | Erdgeschichte              | Menschheitsgeschichte      | Menschheitsgeschichte                                             | Menschheitsgeschichte                                             |
| ------------- | -------------------------- | -------------------------- | ----------------------------------------------------------------- | ----------------------------------------------------------------- |
| Holozän       | (12–0)                     | Later Stone Age (50–0)     | Kupfersteinzeit, Jungsteinzeit, Mittelsteinzeit, Epipaläolithikum | Kupfersteinzeit, Jungsteinzeit, Mittelsteinzeit, Epipaläolithikum |
| Pleistozän    | Jungpleistozän (126–12)    | Later Stone Age (50–0)     | Altsteinzeit (2600–12)                                            | Altsteinzeit (2600–12)                                            |
| Pleistozän    | Jungpleistozän (126–12)    | Middle Stone Age (130–50)  |                                                                   | Jungpaläolithikum (40–12) Mittelpaläolithikum (300/200–40)        |
| Pleistozän    | Mittelpleistozän (781–126) | Early Stone Age (2600–130) |                                                                   | Jungpaläolithikum (40–12) Mittelpaläolithikum (300/200–40)        |
| Pleistozän    | Altpleistozän (1806–781)   | Early Stone Age (2600–130) | Altpaläolithikum (2600–300/200)                                   |                                                                   |
| Pleistozän    | Gelasium (2588–1806)       | Early Stone Age (2600–130) | Altpaläolithikum (2600–300/200)                                   |                                                                   |

- Altsteinzeit (Paläolithikum)
  - Altpaläolithikum
    - Afrika: 2.500.000–1.000.000 vor heute
      - Oldowan 2.500.000–1.000.000 vor heute
      - Acheuléen 1.500.000–200.000 vor heute

    - Europa: 1.200.000–600.000 vor heute
      - Protoacheuléen oder Abbevillien 1.500.000–600.000 vor heute
      - Altacheuléen 600.000–350.000 vor heute
      - Jungacheuléen 350.000–150.000 vor heute
      - Spätacheuléen 150.000–100.000 vor heute

  - Mittelpaläolithikum 125.000–35.000 v. Chr.
    - Europa
      - Micoquien 125.000–38.000 v. Chr.
      - Moustérien 125.000–38.000 v. Chr.
      - Blattspitzen-Gruppe 50.000–35.000 v. Chr.
      - Szeletien 50.000–35.000 v. Chr.

    - Nordafrika
      - Atérien 40.000–18.000 v. Chr.
      - Ibéromaurusien 17.000–8000 v. Chr.
      - Capsien 9000–3000 v. Chr.

  - Jungpaläolithikum 35.000–8000 v. Chr.
    - Europa
      - Aurignacien
        - Südost- und Mitteleuropa 45.000–25.000 v. Chr.
        - Frankreich und Spanien 30.000–25.000 v. Chr.

      - Châtelperronien/Périgordien 35.000–30.000 v. Chr.
      - Gravettien 26.000–19.000 v. Chr.
      - Solutréen (Spanien und Frankreich) 19.000–16.000 v. Chr.
      - Magdalénien
        - Südwestfrankreich und Nordspanien 16.000–9500 v. Chr.
        - Deutschland 13.000–9500 v. Chr.
          - Deutschland
          - Hamburger Kultur 13.000–12.000 v. Chr.
          - Federmessergruppe 10.000–8700 v. Chr.
          - Bromme-Kultur 9700–9000 v. Chr.
          - Ahrensburger Kultur 9500–8500 v. Chr.
          - Dänemark
          - Hamburger Zeit 13.000–10.000 v. Chr.
          - Lyngby Kultur 10.700–10.000 v. Chr.
          - Bromme-Kultur 11.700–9000 v. Chr.
          - Ahrensburger Kultur 9000–8000 v. Chr.
- Mittelsteinzeit (Mesolithikum) 8000–4000 v. Chr.
  - Deutschland
    - Beuronien 7700–5800 v. Chr.
    - Maglemose-Kultur
      - Duvensee-Gruppe 7000–5800 v. Chr.
      - Oldesloer Gruppe 6000–5000 v. Chr.

  - Dänemark
    - Maglemose-Kultur 8300–6000 v. Chr.
    - Gudenå-Kultur 8000–4000 v. Chr.
    - Klosterlund (Jütland) 8000–7000 v. Chr.
    - Kongemose-Kultur 6000–5200 v. Chr.
    - Ertebølle-Kultur (ältere) 5200–3000 v. Chr.

  - Nordskandinavien
    - Fosna-Kultur 9000–2000 v. Chr.
    - Komsa-Kultur 8000–3000 v. Chr.
    - Askola-Kultur um 7500 v. Chr.

  - Frankreich
    - Sauveterrien 8000–6500 v. Chr.
    - Castelnovien 6600–5600 v. Chr.
    - Tardenoisien 4500–3500 v. Chr.
    - Campignien um 4000 v. Chr.

  - Spanien
    - Azilien 8500–5000 v. Chr.
    - Asturien (Kultur) 8500–5000 v. Chr.

  - Nordafrika
    - Natufien 12.000–7000 v. Chr.
    - Capsien 9000–3000 v. Chr.
- Jungsteinzeit (Neolithikum)
  - West-, Mittel- und Nordeuropa
    - Linearbandkeramik 5500–4500 v. Chr.
    - Stichbandkeramik 4900–4500 v. Chr.
    - Ertebölle-Ellerbeck-Kultur 5000–4300 v. Chr.
    - Rössener Kultur 4600–4300 v. Chr.
    - Michelsberger Kultur 4300–3500 v. Chr.
    - Trichterbecherkultur 4300–2700 v. Chr.
    - Kugelamphoren-Kultur 3100–2700 v. Chr.
    - Schnurkeramik 2800–2400 v. Chr.
    - Glockenbecherkultur 2500–2200 v. Chr.
    - Dolchzeit 2300–1600 v. Chr.

  - Dänemark
    - Jüngstes Ertebölle 3000–2000 v. Chr.
    - Streitaxtkultur 3000–2500 v. Chr.
    - Dolchzeit 2500–1600 v. Chr.

  - Schweden und Norwegen
    - Streitaxtkultur/Bootaxtkultur 2800–2300 v. Chr.

  - Frankreich
    - Chasséen 4600–2400 v. Chr.
    - Tardenoisien 4500–3500 v. Chr.

  - Schweiz
    - Frühe menschliche Einwirkung ab 6900 v. Chr. (Rodungen, Lein- und Getreideanbau)
    - La-Hoguette-Gruppe 5800–5100 v. Chr.
    - Cortaillod-Kultur 4000–3500 v. Chr.
    - Pfyner Kultur 3900–3500 v. Chr.
    - Horgener Kultur 3300–2800 v. Chr.
    - Schnurkeramik 2800–2300 v. Chr.
    - Glockenbecherkultur 2500–2200 v. Chr.

## Menschen der Steinzeit
Als die frühesten Vertreter der Hominini, die Werkzeuge („Geröllgerät“) nutzten, gelten Homo habilis und Homo rudolfensis, allerdings wurden auch Paranthropus robustus aus dem Formenkreis der Australopithecina Werkzeugfunde zugeschrieben. Der ihnen nachfolgende Homo erectus hat neben Werkzeugen auch das Feuer genutzt; der erst 2003 entdeckte, kleinwüchsige Homo floresiensis, der noch vor rund 50.000 Jahren auf der indonesischen Insel Flores lebte, war möglicherweise ein direkter Nachfahre von Homo erectus. All diese Arten der Gattung Homo sind dem Altpaläolithikum und seinen Geröll- und Faustkeilkulturen zuzurechnen. Hochrechnungen gehen davon aus, dass zu dieser Zeit auf der Erde nur wenige zehntausend Individuen existierten.
Als Menschentypus des Mittelpaläolithikums schlechthin wird von vielen Forschern der in Europa vor rund 200.000 Jahren aus Homo erectus / Homo heidelbergensis hervorgegangene Neandertaler angesehen. Zugleich existierten in Afrika bereits die Übergänge von Homo erectus zu Homo sapiens, das heißt zum anatomisch modernen Menschen (vergl. Archaischer Homo sapiens).
In Europa sind Spuren der ersten anatomisch modernen Menschen – bezeichnet als Cro-Magnon-Menschen – seit nahezu 45.000 Jahren archäologisch belegt. Damals, am Beginn des Jungpaläolithikums, lebten Neandertaler und anatomisch moderner Mensch einige Jahrtausende nebeneinander (siehe dazu auch Europäer); manche Forscher sehen in den Kulturen des Aurignacien (Homo sapiens) und dem etwa gleichzeitigen Châtelperronien (Neandertaler) eine mögliche Unterscheidung auch in der materiellen Hinterlassenschaft, was allerdings umstritten ist. Vor etwa 39.000 Jahren starb der Neandertaler aus und überließ die Erde allein dem Homo sapiens, dem Träger aller nachfolgenden Kulturen.
In den ersten Jahrtausenden der Sesshaftwerdung mussten die Frauen schwersten körperlichen Einsatz zeigen. Eine britische Studie widmete sich 2017 der Knochenstärke damaliger Frauen. Im Vergleich mit heutigen Ruderinnen mit einem intensiven Trainingspensum ermittelten die Forscher für die „Steinzeit-Frauen“ eine um mehr als 10 Prozent stärkere Oberarmkraft.

## Materielle Kultur der Steinzeit

### Nahrung
Nahrungsquelle der Jäger und Sammler war lange Zeit alles, was sie in ihrem natürlichen Umfeld fanden: Pflanzen, Früchte, Samen, Wurzeln, Pilze genauso wie Honig, Eier, Fleisch, Fisch und Weichtiere. Sie kamen vor der Domestizierung von Weidetieren nicht an Milch. Es gab noch keine Zuchtformen von Obst, Gemüse und Getreide; diese wurden später zu Hauptnahrungsquellen.
Die Menschen lebten in kleinen Sippen, die mit ihrer Jagdbeute im jahreszeitlichen Wechsel herumzogen. Moderne Untersuchungen haben ergeben, dass die steinzeitlichen Menschen etwa zwei Drittel ihrer Energie aus tierischer Nahrung bezogen und nur ein Drittel aus pflanzlicher Quelle.

### Klima
Am Ende der letzten Eiszeit wandelte sich das Faunenbild Europas stark: Die bisher als Jagdbeute verfolgten großen Tiere wie Mammuts, Wollnashörner und Waldelefanten starben aus. Kleinere Tiere wie Hirsche, Wildrinder, Pferde und Wildschweine bildeten von da an die wichtigsten Beutetierarten. Bereits in der Mittelsteinzeit wurden die ersten dieser Tierarten bei den nun ortsfester werdenden Behausungen gehalten. Pflanzliche Nahrung bekam nach und nach einen immer größeren Stellenwert, weil wegen des wärmeren Klimas mehr derartige Nahrung wuchs.
Zwei der größten Erfindungen des Menschen waren die Viehzucht und der Ackerbau (siehe auch Neolithische Revolution). Dies ermöglichte erst die wirklich dauerhafte Sesshaftwerdung, den Anbau von zusätzlichen Nahrungsmitteln, die Bevorratung von Überschüssen oder den gezielten und weitreichenden Handel damit und nicht zuletzt eine Bevölkerungsexplosion, weil mehr Menschen satt werden konnten. Für die Individuen verschlechterte sich durch diese Entwicklung die Ernährungslage im Durchschnitt allerdings eher (geringerer Proteinanteil, Hungersnöte durch Missernten), was sich unter anderem in einer Abnahme der Körpergröße gegenüber den Jägern und Sammlern zeigt. Solche Entwicklungen erforscht die Paläopathologie. Sie zeigte auch, dass die nun dichter lebende Bevölkerung von einer Vielzahl von vorher unbekannten Infektionskrankheiten – darunter diverse Zoonosen – befallen wurde. Die Landwirtschaft ermöglichte auch eine größere soziale Differenzierung, da nicht mehr die gesamte erwachsene Bevölkerung mit der Gewinnung von Nahrung beschäftigt war.
Eine weitere Folge war die Ausbreitung des Menschen – von Afrika kommend – auch in bis dahin unbesiedelte Gebiete außerhalb Afrikas; die verbleibende Population der Jäger und Sammler wurde in ungünstigere Gebiete abgedrängt.

### Unterkunft

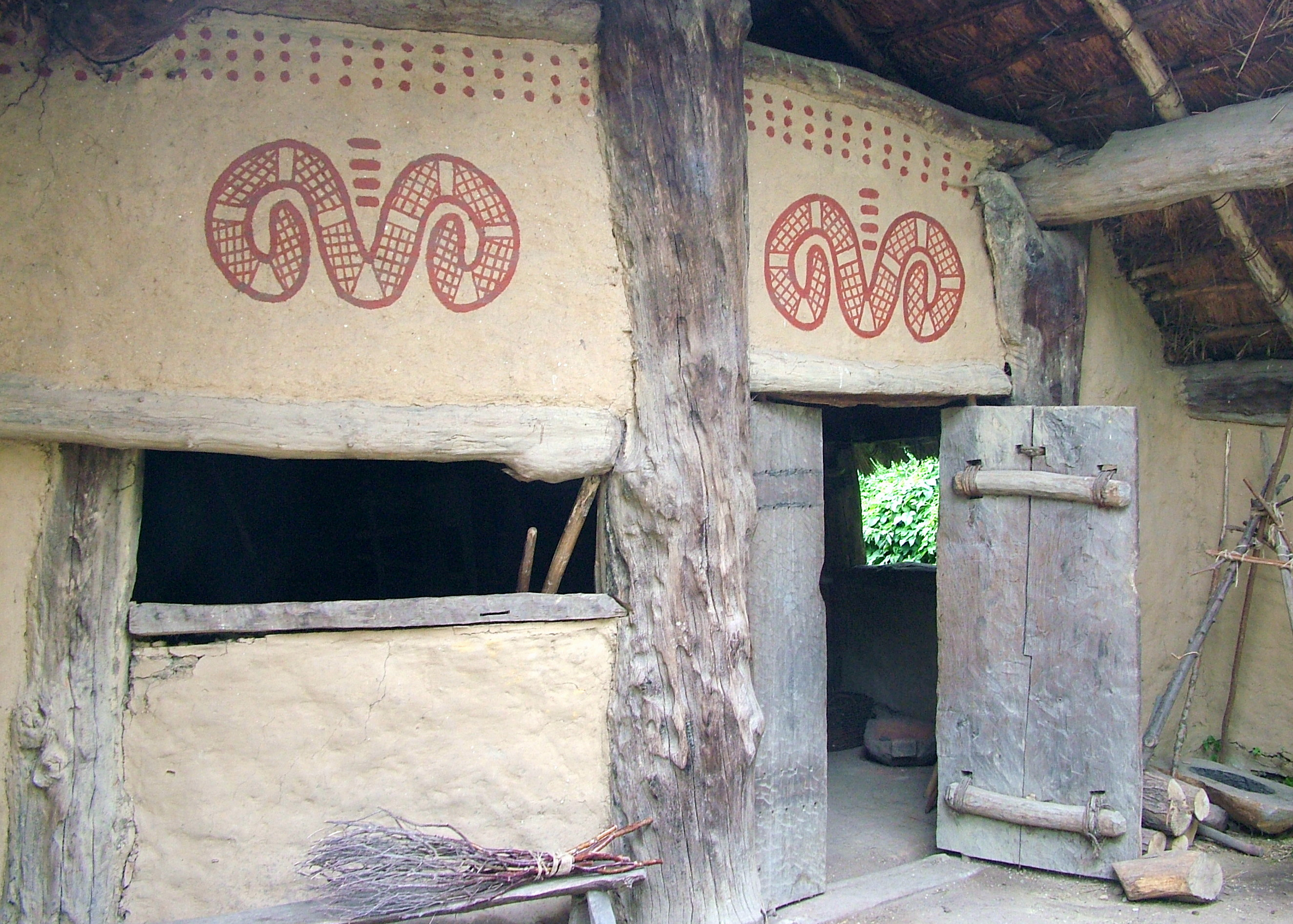
Archeon, Niederlande: Rekonstruktion eines Hauses aus der Jungsteinzeit

Wo sich aufgrund der geologischen Voraussetzungen Höhlen und Abris fanden, wurden diese seit frühester Zeit als Unterschlupf genutzt. Ansonsten wurden für das Altpaläolithikum bisher nur künstliche Steinkreise gefunden, die als Reste von Behausungen gedeutet werden können. Dabei wurden wohl bereits vor zwei Millionen Jahren Äste oder kleine Stämme durch Steine befestigt und bildeten eine kurzzeitig bewohnbare Unterkunft. Die älteste Hütte Europas ist etwa 600.000 Jahre alt und wurde in Přezletice (bei Prag) gefunden. Die Hütten in Terra Amata bei Nizza in Südfrankreich haben ein Alter von etwa 400.000 Jahren, die in Bilzingsleben von etwa 370.000 Jahren.
Im Mittelpaläolithikum findet man Hütten von Mammutjägern aus Knochen und Stoßzähnen, vermutlich in Verbindung mit Stangen und Fellen, mit Feuerstellen im Inneren. In der Grotte du Lazaret in Frankreich ist ein Hüttengrundriss etwa 35 m² groß mit zwei Feuerstellen, als Unterkunft bereits für etwa zehn Personen ausreichend.
Im Jungpaläolithikum tauchen Hüttengruben (Wohngruben) auf. Sie reichen von tief in den Erdboden eingegrabenen Gruben bis hin zu fast ebenerdigen Hütten. Sie enthalten meist Herdstellen und regelmäßig angeordnete Pfostenlöcher, die auf einen festen Oberbau hinweisen. Es wird angenommen, dass die Hütten zeltartige oder zelthüttenartige Formen aufwiesen.
Im Laufe des Neolithikums, mit den ersten Bauernkulturen um 10.500 v. Chr., gab es dann auch feste, dauerhaft besiedelte Wohnhäuser. Je nach Region bestanden sie aus Lehm, Stein oder Holz. Lehmbauten sind vom Orient bis nach Ungarn bekannt, Steinbauten seit über 10.000 Jahren im Orient, Holzbauten mit Wänden aus Brettern oder lehmverschmiertem Flechtwerk in den bewaldeten Gebieten. In Mitteleuropa war der Pfostenbau die übliche Bauweise.
Keine Behausungen, sondern Gräber und/oder Kultstätten sind die besonders in Westeuropa zu findenden Megalithbauten und Dolmen.

## Kunst und Kultur

### Zeichnungen und Malereien
Petroglyphen sind auf das Trägermaterial Stein geritzte bildliche oder grafische Darstellungen. Eine wichtige kulturelle und religiöse Bedeutung für die Gesellschaften wird angenommen. Zu finden sind die Darstellungen auf allen Kontinenten. Die Bedeutung der Symbole ist noch weitgehend ungeklärt. Eine genaue Datierung ist oft schwierig, im Allgemeinen ordnet man die Petroglyphen aber der Jungsteinzeit und den Metallzeiten zu.
Nicht eingeritzt, sondern mit Farbe aufgemalt sind Felsmalereien oder Höhlenmalereien. Die künstlerischen Ausgestaltungen erhielten sich witterungsbedingt zumeist nur in Höhlen und spiegeln vor allem die religiösen Vorstellungen ihrer Erzeuger wider. Als Farben wurden vor allem Ocker, Holzkohle sowie diverse Gesteine und Erze verwendet, als Bindemittel Wasser, Pflanzenharz und -säfte. Viele Malereien zeigen bereits perspektivische Zeichnungen, die Gesteinsunterlage wurde in den Aufbau der Darstellung mit einbezogen, Wisch- und Sprühtechniken fanden bereits Verwendung. Bekannte Fundorte finden sich auch hier weltweit, so etwa fast 15.000 Felsbilder im Hochplateau von Tassili n'Ajjer in Algerien, dem Uluṟu in Australien, der bekannten Höhle von Lascaux in Frankreich oder der Höhle von Altamira in Spanien. Über die C-14-Methode lassen sich die ältesten derartigen Kunstwerke (über die Analyse der verwendeten Farben und Bindemittel) bis ins Aurignacien zurückverfolgen, also mehrere zehntausend Jahre vor heute.

### Skulpturen

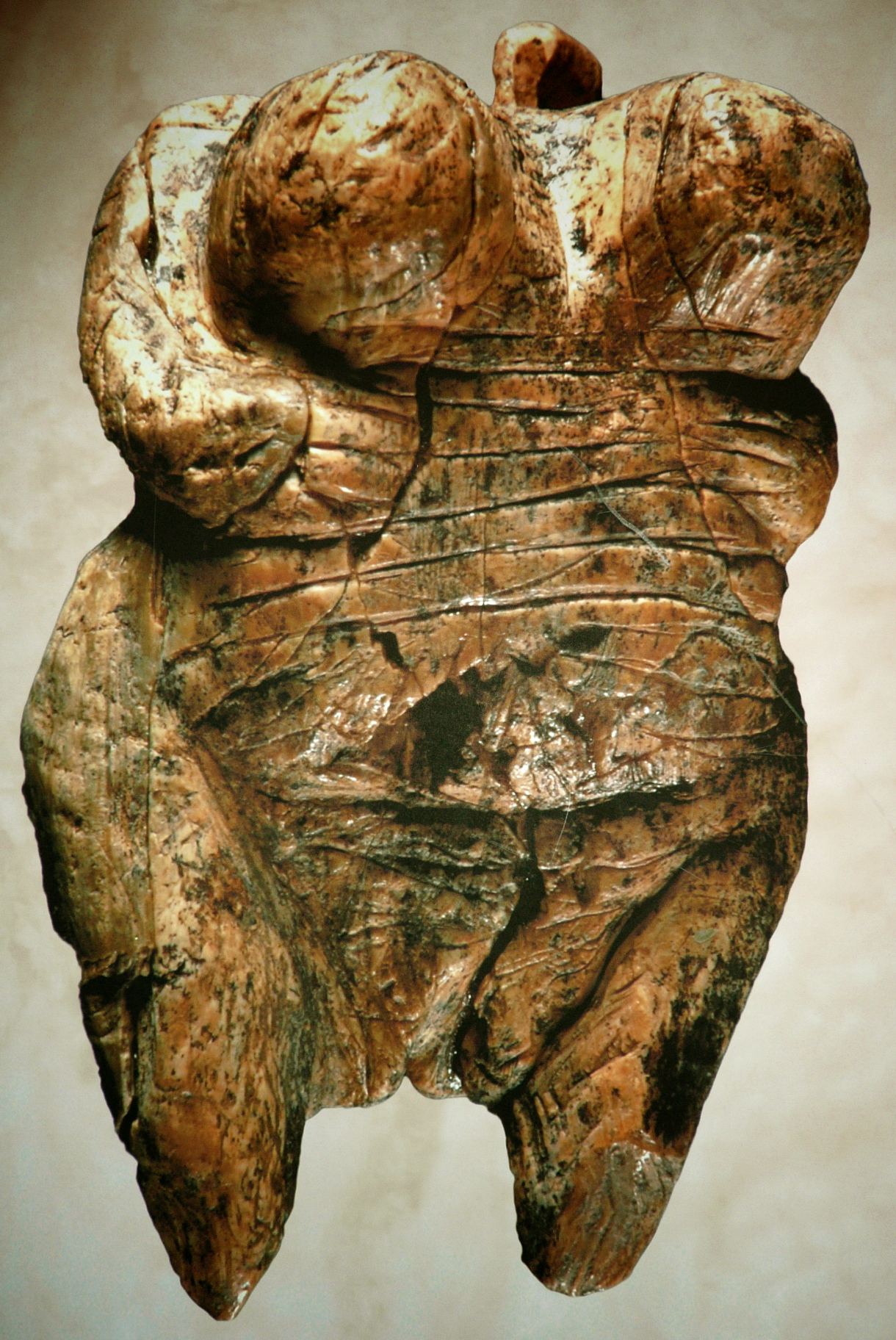
Venus vom Hohlefels, ca. 35000 Jahre alt

Die ersten Skulpturen zeigten meistens weibliche Figuren mit stark hervorgehobenen Geschlechtsmerkmalen wie großen Brüsten und breitem Becken (Venusfigurinen) oder Tiere. Hergestellt wurden sie aus Stein und Ton, aber auch aus leichter vergänglichem Material wie Holz oder Knochen wie die älteste Darstellung eines Menschen, die Venus vom Hohlefels, die auf der Schwäbischen Alb gefunden wurde. Dabei wurden manche Details bei den weiblichen Statuetten selten ausgeführt, so etwa Gesichter und Arme. Die These, es handele sich bei diesen Figurinen um Fruchtbarkeitsgöttinnen und Hinweise auf ein Matriarchat, wird in der Wissenschaft heutzutage nicht mehr vertreten. Man kann aber davon ausgehen, dass durchschnittliche Steinzeitfrauen nicht in der Lage waren, derartige ausgreifende Formen anzunehmen.
Die gefundenen Tierfiguren dagegen weisen oft einen erstaunlichen Naturalismus auf, oft wurden sie etwa in Fluchthaltung oder im Augenblick des tödlichen Treffers dargestellt. Hier deuten die Forscher die Figuren als Objekte zur Beschwörung des Jagderfolges.
Eine der bekanntesten jungpaläolithischen Skulpturen ist die im heutigen Österreich gefundene und etwa elf Zentimeter hohe Venus von Willendorf. Daneben finden sich auch gravierte Knochen, deren Deutung aber meist nicht gelingt. Darstellungen von Männern finden sich weitaus seltener, was wohl nicht nur auf die Erhaltungsbedingungen zurückzuführen ist. Diese Figuren weisen auch keine geschlechtsspezifischen Ausprägungen auf wie die weiblichen, Phallussymbole als Skulpturen treten erst in späteren Zeitaltern auf, sehr wohl fanden sich aber jungsteinzeitliche Felsmalereien zu diesem Themenkreis.

### Musik
Als älteste erhaltene Musikinstrumente gelten etwa 35.000 Jahre alte Knochenflöten, die ebenfalls auf der Schwäbischen Alb gefunden wurden. Eine aus dem Knochen eines Gänsegeiers hergestellte Flöte wurde im Sommer 2008 in der Höhle Hohle Fels bei Schelklingen gefunden. Relativ gut erhaltene oder rekonstruierbare Flöten mit Grifflöchern wurden in der Geißenklösterle-Höhle entdeckt. Zwei der Flöten aus dem Geißenklösterle sind in einem Stück aus Schwanenknochen gefertigt. Die dritte besteht aus zwei zusammengefügten, aus Mammutelfenbein geschnitzten Halbröhren; sie wurde mit mindestens drei, etwa im Terzabstand gestimmten, Grifflöchern versehen (ein viertes könnte weggebrochen sein) und mit seitlichen Kerbungen verziert. Auf Grund des sehr hohen Alters der Flöte ist eine Zuschreibung an den modernen Menschen (Homo sapiens der Cro-Magnon-Epoche) ungewiss; für ein Neandertaler-Artefakt könnte die (vermutete) Verleimung und Abdichtung der beiden Hälften mit Birkenpech sprechen.

### Religion
Voraussetzung für die Entstehung von Religion ist die ausreichende (abstrakte Begriffe umfassende) Sprachfähigkeit. Bereits die Menschen des Mittelpaläolithikums begruben offensichtlich ihre Toten. Auffällige Ansammlungen von Pollen können als Beigaben von Blumen oder allgemeiner Pflanzen gedeutet werden, Ocker als wertvoller Rohstoff wurde beigegeben, auch benutzte oder neue Werkzeuge fanden sich. Über die Vorstellungen über ein Leben nach dem Tod oder die religiösen Gefühle weiß man trotzdem so gut wie nichts, die Funde belegen aber gleichwohl derartige Vorstellungen. Rituale und religiöse Zeremonien werden trotz der naturgemäß schwierigen Fundlage von der Forschung als möglich angenommen. Spuren deuten auf Tänze hin und Gesänge werden ebenfalls angenommen.

## Tausch und Handel
Der Tausch von Nahrung, Material und Werkzeug im unmittelbaren Umfeld kann schon für die ersten Kulturen der Steinzeit angenommen werden. Wichtige Güter wurden bereits früh über weite Strecken gehandelt. Funde von Muscheln weit im Landesinneren werden als Teil von Schmuckstücken interpretiert, Feuerstein und andere zur Werkzeug- und Waffenherstellung geeignete Materialien als wichtigste Rohstoffe der Steinzeit wurden sogar über sogenannte Handelsrouten verbreitet.